# Jacky Chazalon
Jacqueline "Jackie" Chazalon (ur. 24 marca 1945 w Alès) – francuska koszykarka występująca na pozycji rozgrywającej, od 2004 roku prezydent Związku Zawodników Francuskiej Kadry Narodowej.

## Osiągnięcia
Na podstawie, o ile nie zaznaczono inaczej.
Drużynowe
- 9-krotna mistrzyni Francji (1968–1976)
- 4-krotna wicemistrzyni Pucharu Europy Mistrzyń Krajowych (1971, 1973, 1974, 1976)
- 4. miejsce w Pucharze Europy Mistrzyń Krajowych (1972, 1975)

Indywidualne
- Wybrana do:
  - Galerii Sław FIBA (2009)
  - składu Europy (1976)
  - Francuskiej Akademii Koszykówki (2004)

Reprezentacja
- Wicemistrzyni Europy (1970)
- Uczestniczka:
  - mistrzostw Europy (1964 – 10. miejsce, 1966 – 11. miejsce, 1968 – 11. miejsce, 1970, 1972 – 4. miejsce, 1976 – 4. miejsce)
  - mistrzostw świata (1971 – 6. miejsce)
  - turnieju pre-olimpijskiego (1976)

Inne
- Uznana Francuską Koszykarką Stulecia (2000)
- Laureatka:
  - Medalu Roberta Busnela (1994 – najwyższe odznaczenie przyznawane przez Francuską Federację Koszykówki)
  - Złotego Medalu Francuskiej Koszykówki (1997)
  - Gloire du Sport Français (2003)